# André und Ursula (Film)
André und Ursula ist ein deutscher Spielfilm in Schwarzweiß von Werner Jacobs aus dem Jahr 1955. Das Drehbuch verfasste er selbst zusammen mit Kurt Heuser. Es beruht auf dem 1937 verfassten gleichnamigen pazifistischen Roman von Polly Maria Höfler. Dort ist das Geschehen im Ersten Weltkrieg angesiedelt. Im Film hingegen spielt die Handlung im Zweiten Weltkrieg und weicht auch sonst an einigen Stellen von der Vorlage ab. Die Hauptrollen sind mit Elisabeth Müller und Ivan Desny besetzt. Uraufgeführt wurde der Film am 8. September 1955 im „Europa“ in Frankfurt am Main.

## Handlung
Im Zweiten Weltkrieg besucht die Schülerin Ursula Hartmann hin und wieder deutsche Soldaten im Lazarett. Bei dieser Gelegenheit schenkt ihr einer der Männer das Tagebuch eines gefallenen französischen Soldaten, das noch den Einschuss einer Kugel aufweist. Als ihr dieses Büchlein etliche Jahre nach Kriegsende wieder einmal in die Hände fällt, beginnt sie es zu lesen. Sie ist fasziniert von den Gedanken, die der Schreiber über den sinnlosen Hass zwischen den benachbarten Staaten Frankreich und Deutschland zu Papier gebracht hat. Bald liest sie auch ihren Kommilitonen aus dem Tagebuch vor. Einer der Zuhörer rät ihr, das Buch an die darin mehrmals erwähnte Tante Angèle weiterzuleiten.
Die Antwort aus Frankreich verblüfft Ursula: Absender ist der Autor des Tagebuchs selbst! Er ist also nicht tot, wie der deutsche Soldat geglaubt hatte. Sein Tagebuch hatte die feindliche Kugel gebremst, sodass er gerettet werden konnte. André arbeitet heute als Arzt in einer Kleinstadt. Er lädt Ursula ein, ihre Ferien bei ihm und seiner Familie auf Schloss St. Clément zu verbringen. Am Bahnhof wird sie von Andrés Bruder Gaston abgeholt. Im Schloss lernt sie auch die anderen Familienmitglieder kennen: Andrés Schwester Mimi und Tante Angèle. Je länger Ursula in Longville bleibt, desto heftiger wächst in Gaston das Verlangen nach dem Mädchen. Ursula aber fühlt sich zu André hingezogen. Der aber hält sich zurück, obwohl Ursula spürt, dass sie ihm nicht gleichgültig ist. Von Tante Angèle erfährt sie den Grund: Die Kugel, die André im Krieg getroffen hat, steckt immer noch zwischen Aorta und Herzpforte. Eine Operation ist nicht möglich. Als Arzt weiß André natürlich um die Gefahr, die von dem Fremdkörper ausgeht.
Eines Nachts stürzt Gaston betrunken in Ursulas Zimmer und wirft sich über die Schlafende. André kommt hinzu und versetzt seinem Bruder eine schallende Ohrfeige. Dieser Vorfall verursacht bei André einen schockartigen Herzanfall. Aber Gastons Gier nach Ursula ist dadurch nur noch größer geworden.
André und Ursula werden bei einem Spaziergang von einem Unwetter überrascht. Schutz finden sie in einer Höhle, und hier gestehen sie sich gegenseitig ihre Liebe. Nachdem beide ins Schloss zurückgekehrt sind, erfahren sie, dass Andrés Sprechstundenhilfe Jeanne Boulier, die sich selbst Hoffnung auf ihren Chef gemacht hat und deshalb eifersüchtig auf Ursula ist, verschwunden ist. André rennt mit einigen Dienern hinunter zum Fluss. Unterdessen bittet Gaston Ursula, sie möge doch sein nächtliches Verhalten entschuldigen, er sei wirklich ernsthaft in sie verliebt. Dann lügt er ihr vor, Jeanne und André seien schon lange ein Liebespaar. Die Sprechstundenhilfe erwarte zudem ein Kind von André. Dass er selbst es ist, der Jeanne geschwängert hat, verschweigt er. Die Nachricht versetzt Ursula einen heftigen Schlag. Unbemerkt von den Schlossbewohnern macht sie sich auf den Weg zum Bahnhof.
Als André nach seiner Rettungsaktion wieder im Schloss ankommt und die Frau, die er liebt, nicht finden kann, macht er sich Gedanken, was geschehen sein könnte. Sofort fährt er Ursula nach. Diese aber hat sich derweil anders entschieden und befindet sich schon auf dem Rückweg zu André. Als beide dann aufeinandertreffen, sinken sie sich in die Arme. André aber ist der Aufregung der letzten Stunden nicht mehr gewachsen. Seine Wunde bricht erneut auf und er stirbt.
Ursula kehrt nach Deutschland zurück.

## Produktionsnotizen
Produktionsfirma war die Rotary-Film GmbH (München). Der Film wurde im Atelier der Bavaria Film in Geiselgasteig produziert. Die Außenaufnahmen entstanden in der Umgebung von München, in/im „Mühltal“, am Ammersee und in Châlons-sur-Marne. Die Bauten wurden von den Filmarchitekten Franz Bi und Bruno Monden geschaffen. Marianne Händel steuerte die Kostüme bei. Produzent Carl W. Tetting fungierte zugleich als Produktionsleiter.

## Kritik
Das Lexikon des internationalen Films bemerkt lapidar, bei dem Streifen handle es sich um „edelmütiges Kino für das Publikum der 50er Jahre“.

## Quelle
- Programm zum Film: Illustrierte Film-Bühne: André und Ursula, Verlag FILM-BÜHNE GmbH, München, Nummer 2933